# Гвидо фон Лист
Гвидо Карл Антон Лист познатији као Гвидо фон Лист (Беч, 5. октобар 1848 – Берлин, 17. мај 1919), био је аустријски окултиста, новинар, драматург и романописац. Он је творац модерниог паганскиог религиозног покрета познатог као вотанизам, за који је тврдио да је оживљавање религије древне немачке расе и који је укључивао унутрашњи скуп ариозофских учења које је назвао арманизам.
Рођен у богатој породици средње класе у Бечу, Лист је тврдио да је напустио римокатоличку веру своје породице у детињству, и да се посветио прехришћанском богу Вотану. Проводећи много времена на аустријском селу, бавио се веслањем, планинарењем и скицирањем пејзажа. Од 1877. започео је новинарску каријеру, пре свега пишући чланке о аустријском селу за националистичке новине и часописе. У њима је давао велики акценат на народну културу и обичаје сеоских људи, верујући да су многи од њих остаци претхришћанске, паганске религије. Објавио је три романа чија је радња смештена међу немачка племена гвозденог доба. Током 1890-их наставио је да пише за националистичке новине Источнонемачки преглед, а његови радови су половином те деценије попримали антисемитску димензију. Године 1893. укључио се у аустријски Пан-германски националистички покрет, који је тежио интеграцији Аустрије у Немачко царство.
Током свог живота, Лист је постао позната личност међу националистичким субкултурама Аустрије и Немачке, а утицао је на рад многих других који су деловали у овом миљеу. Његов рад је утицао и на растућу нацистичку партију и на СС. После Другог светског рата његов рад је наставио да утиче на низ ариозофских и паганских практичара у Европи, Аустралији и Северној Америци.
Према историчару Николасу Гудрик-Кларку, 1902. је означила „основну промену у карактеру [Листових] идеја: окултне идеје су сада ушле у његову фантазију о древној германској вери“. Ова помена се десила након операције уклањања катаракте из ока, након чега је остао слеп једанаест месеци. Током овог периода одмора и опоравка, размишљао је о питањима о пореклу немачког језика и употреби руна. Потом је направио рукопис у којем је детаљно описао оно што је сматрао протојезиком аријевске расе. У рукопису је тврдио да му је окултни увид омогућио да протумачи слова и звукове руна и амблема и глифова пронађених на древним натписима. Називајући је „монументалном псеудонауком“, Гудрик-Кларк је такође приметио да она представља „ремек дело његових окултно-националистичких истраживања“. Лист је послао примерак Царској академији наука у Бечу, али су они одбили да га објаве. Лист је 1903. године објавио чланак у часопису Ди Гносис, који је одражавао јасан утицај идеја Теозофског друштва.
Током Првог светског рата, Лист је погрешно објавио да ће доћи до победе централних сила Немачке и Аустроугарске, тврдећи да је ову информацију сазнао из визије коју је доживео 1917. У пролеће 1919. године, у 71. години живота, услед упале плућа и наглог погоршања здравља Лист је умро у берлинском пансиону 17. маја 1919. Кремиран је у Лајпцигу, а његов пепео је положен у урну, а затим сахрањен у Средишњем бечког гробљу.

## Идеологија
Лист је промовисао религију названу „вотанизам“, коју је видео као егзотерични, спољашњи облик прехришћанске германске религије, док је „арманизам“ био термин који је примењивао на оно што је веровао да су езотерична, тајна учења овог древног система веровања. Веровао је да док вотанизам објашњава политеизам за ширу популацију, они који су били чланови арманистичке елите били су свесни реалности монотеизма. Листов арманизам ће касније бити класификован као облик „ ариозофије “, термина који је сковао Ланц фон Либенфелс 1915. Гудрик-Кларк је сматрао да су Листове идеје „јединствени амалгам националистичке митологије и езотеризма“. Научник религијских студија Олав Хамер је приметио да се Листов вотанизам „све више састојао од оригиналне синтезе његовог читања германске митологије са теозофијом“. Листов рани теозофски утицај је углавном дошао из списа немачког теозофа Макса Фердинанда Себалта фон Верта, који је комбиновао теозофске идеје са сопственим тумачењима германске митологије и нагласком на расним доктринама, антиципирајући тако Ариозофију. У каснијим радовима, овај теозофски утицај на Листово размишљање је порастао. Изнео је став да се нордијска митологија доказује космогонијским учењима теозофије.

### Руне и Арманеншафт
Лист је веровао да се основна учења вотанизма налазе у рунском алфабету, верујући да се могу дешифровати повезивањем ових слова са одређеним рунским чаролијама које се појављују у старонордијском Хавамалу. Тврдио је да је сам дешифровао ова тајна значења, преводећи их као изјаве као што су „Спознај себе, онда знаш све“, „Не бој се смрти, он те не може убити“, „Брак је корен аријевске расе!", и "Човек је једно са Богом!"  Лист је нагласио важност мистичног јединства између људи и универзума, посматрајући божанство као иманентну природу, при чему је сав живот њена еманација. У вези са овим, веровао је у блиску идентификацију између расне групе - народне или народне - и природног света. Лист је веровао да људска бића имају бесмртну душу и да ће се она реинкарнирати у складу са законима карме док се на крају не сједини са божанством.
Лист је генерално гледао на свет у коме је живео као на свет дегенерације, упоређујући га са друштвима касног римског и византијског царства. Он је жалио на пропадање сеоског сељаштва кроз урбанизацију, будући да је био сведок како се становништво Беча утростручило између 1870. и 1890. године, што је резултирало пренасељеношћу, порастом болести попут туберкулозе и великим оптерећењем градских ресурса.  Упорни монархиста, противио се свим облицима демократије, феминизма и модерних трендова у уметности, попут оних од бечких сецесиониста. Под утицајем пангерманистичког политичара Георга Ритера фон Шенерера и Лист је осудио растући утицај језички словенских заједница унутар Аустро-Угарске. Био је против лесе-фер капитализма и великих предузећа, уместо тога фаворизовао је економски систем заснован на малим занатлијама и радионицама, а посебно је био незадовољан падом трговачких еснафа. Слично се противио модерном банкарском сектору и финансијским институцијама, сматрајући да у њему доминирају Јевреји; критикујући ове институције, изражавао је антисемитска осећања. Овакви погледи на економску ситуацију у земљи нису били неуобичајени у Аустрији у то време, а посебно су постали раширени након панике 1873. Каснији Хеден и рунолог Едред Торсон су приметили да су Листове „теорије у одређеној мери биле засноване на антисемитским догмама тог дана“, док је Хамер изјавио да је ариозофска традиција коју су Лист и други објавили „недвосмислено расистичка и антисемитска“.
Априла 1915. поздравио је почетак Првог светског рата као сукоб који ће довести до пораза немачких непријатеља и успостављања златног доба за ново Арио-Немачко царство. Пред крај рата, веровао је да ће мртви немачки ратници бити реинкарнирани као генерација која ће прогурати националну револуцију и успоставити ово ново, боље друштво. За Листа, ова боља будућност би била замршено повезана са древном прошлошћу, одражавајући његово веровање у цикличну природу времена, нешто што је усвојио и из читања нордијске митологије и из теозофије. Одражавајући своја монархистичка уверења, он је замишљао ову будућу државу којом ће управљати кућа Хабзбург, са уведеним оживљеним феудалним системом власништва над земљом кроз који ће земљу наследити човеков најстарији син. По Листовом мишљењу, ово ново царство би било високо хијерархијско, са не-Аријевцима који би били потчињени аријевском становништву, а могућности за образовање и послове у јавној служби биле би ограничене на оне који се сматрају расно чистим. Он је замишљао да ово Царство следи Вотанистичку религију коју је промовисао.